# Vlkov (Vysočina)
Vlkov (in tedesco Wlkau) è un comune ceco situato nel distretto di Žďár nad Sázavou, nella regione di Vysočina.